# Fatty's Tintype Tangle
Fatty's Tintype Tangle is een stomme film uit 1915 onder regie van Roscoe Arbuckle.

## Verhaal
Fatty is het gezeur van zijn schoonmoeder zo zat, dat hij zijn huis uit stormt. Als hij op een parkbankje aan het drinken is, wordt er een foto van hem en de vrouw die naast hem zit gemaakt. Wanneer Edgar, de man van deze vrouw, de foto in handen krijgt, wordt die stikjaloers. Uit angst besluit Fatty de stad voor een tijdje te verlaten en vertelt hij zijn vrouw dat hij op zakenreis is de komende maanden. Zijn vrouw besluit daarna om bij haar schoonmoeder in te trekken en het huis te verhuren aan Edgar en zijn vrouw. Wanneer Fatty na een aantal maanden weer thuiskomt wordt hij dan ook verrast door de aanwezigheid van Edgar in zijn huis.

## Rolverdeling
| Acteur          | Personage                 |
| --------------- | ------------------------- |
| Roscoe Arbuckle | Fatty                     |
| Louise Fazenda  | De vrouw van Edgar        |
| Edgar Kennedy   | Edgar                     |
| Norma Nichols   | De vrouw van Fatty        |
| Mai Wells       | De schoonmoeder van Fatty |
| Frank Hayes     | Agent                     |
| Joe Bordeaux    | Voorbijganger met banaan  |
| Glen Cavender   | Fotograaf                 |
| Ted Edwards     | Agent                     |
| Charles Lakin   | Agent                     |
| Bobby Dunn      | ...                       |